# 2775 Odishaw
2775 Odishaw è un asteroide della fascia principale. Scoperto nel 1953, presenta un'orbita caratterizzata da un semiasse maggiore pari a 2,4209852 UA e da un'eccentricità di 0,1873141, inclinata di 3,73493° rispetto all'eclittica.